# A budapesti Teréz körút épületeinek listája
Az alábbi lista a budapesti Nagykörút Teréz körúti részének épületeit tartalmazza.

## Számozási rendszere
A Nagykörút teljes hossza a Margit hídtól a Petőfi hídig 4141 méter. Számozásának iránya, a páros-páratlan oldalak váltakoznak. Egyes részeinek hossza és számozása az alábbi módon alakul:
- Szent István körút: 553 m, Jászai Mari tér – Nyugati tér:
1–29. (Balassi B. u. > Bajcsy-Zs. út), 2–30. (Pozsonyi u. > Váci út.)
- Teréz körút: 1054 m, Nyugati tér – Király u.:
57–1. (Nyugati pu. < Andrássy út), 62–2. (Jókai u. < Andrássy út)
- Erzsébet körút: 764 m, Király u. – Blaha Lujza tér:
53–1. (Városliget felőli, külső oldal), 58–2. (Duna felőli, belső oldal)
- József körút: 1223 m, Blaha Lujza tér – Üllői út:
3[1]–87. (Duna felőli, belső oldal), 2–86. (Rákóczi tér felőli, külső oldal)
- Ferenc körút: 556 m, Üllői út  – Boráros tér:
45–1. (Üllői út < Soroksári út), 58–2. (Angyal István park < Ráday utca)

A Nagykörút szélessége teljes hosszában 37,92 méter, így felülete 157 027 m2. Mérete a mindössze 124 944 m2 területű Városmajorral összehasonlítva könnyen érzékeltethető.
A körút tengerszint feletti legmagasabb pontja a Nyugati pályaudvar előtt van, 106,09 méterrel a tenger szintje felett. (A Duna normál szintjéhez viszonyítva 10,69 méter magasan.) Ettől a ponttól az út nyomvonala mindkét híd irányába egyaránt lejt, a József körút közepe táján 104,16 méter, míg a legalacsonyabb pontját a Boráros térnél elérve, 103,33 méteres tengerszint feletti magasságon. A 2,76 méteres terepkülönbséget – ekkora távolságban – az emberi szem nem érzékeli. A magassági viszonyok a körút alatt húzódó főgyűjtőcsatorna esését megfelelően tudják tehát biztosítani.
A házszámozás a Nagykörút két vége, vagyis a Duna felől, illetve középen a Blaha Lujza tértől növekvő irányú. A Nyugati térnél és az Üllői útnál megfordul, tehát innen a számok csökkennek. Az irány megváltozásával a páros-páratlan oldalak is felcserélődnek, vagyis a Szent István krt., József krt. külső oldala páros, míg a Teréz krt., Erzsébet krt., Ferenc krt. belső, Kiskörút felőli oldala.

## 1–10.
| Kép | Házszám | Név                 | Építés ideje | Tervező                         | Megjegyzés | További képek a Wikimédia Commonson |
| --- | ------- | ------------------- | ------------ | ------------------------------- | --- | ----------------------------------- |
|     | 1-5.    | Schossberger-bérház | 1885–1886    | Schmahl Henrik                  | |                                     |
|     | 2-4.    | Mocsonyi-bérház     | 1871–1874    | Vojta Donát                     | |                                     |
|     | 6.      | Müller-bérház       | 1884–1885    | Wellisch Sándor, Wellisch Gyula | 1928-ban újabb emelettel bővült az épület és a homlokzatát részben átépítették, ezeket a munkálatokat a Teréz-körúti Bérház Rt. végezte, tervezője Himmler Miska volt. |                                     |
|     | 7.      | Freund-Sváb-bérház  | 1885–1887    | Freund Vilmos                   | |                                     |
|     | 8.      | Weiss-ház           | 1886         | Quittner Zsigmond               | |                                     |
|     | 9.      | Lyka-bérház         | 1886–1887    | tervező nem ismert              | |                                     |
|     | 10.     | Oetl-bérház         | 1886         | tervező nem ismert              | |                                     |

## 11–20.
| Kép | Házszám          | Név                               | Építés ideje | Tervező                                | Megjegyzés | További képek a Wikimédia Commonson |
| --- | ---------------- | --------------------------------- | ------------ | -------------------------------------- | --- | ----------------------------------- |
|     | 11.              | bérház                            | 1884–1885    | tervező nem ismert                     | |                                     |
|     | 12.              | Emmerling-bérház                  | 1885         | tervező nem ismert                     | |                                     |
|     | 13.              | Batthyány-bérház                  | 1884         | Hauszmann Alajos                       | A firenzei Palazzo Strozzit (Benedetto da Maiano, 1489) kicsinyített mása. Az épületben működött 2003–2013 között az Illyés Gyula Archívum és Műhely. |                                     |
|     | 14. (Oktogon 2.) | a Sugárúti Építő Vállalat bérháza | 1872–1874    | Szkalnitzky Antal és ifjabb Pán József | Az Oktogonnál. |                                     |
|     | 15. (Oktogon 3.) | a Sugárúti Építő Vállalat bérháza | 1872–1874    | Szkalnitzky Antal és ifjabb Pán József | Az Oktogonnál. |                                     |
|     | 16. (Oktogon 1.) | a Sugárúti Építő Vállalat bérháza | 1872–1874    | Szkalnitzky Antal és ifjabb Pán József | Az Oktogonnál. |                                     |
|     | 17. (Oktogon 1.) | a Sugárúti Építő Vállalat bérháza | 1872–1874    | Szkalnitzky Antal és ifjabb Pán József | Az Oktogonnál. |                                     |
|     | 18.              | Ehrenstein-bérház                 | 1886         | tervező nem ismert                     | |                                     |
|     | 19.              | Amon-bérház                       | 1887–1888    | Holub József                           | |                                     |
|     | 20.              | Lohr-bérház                       | 1883         | Lohr Antal                             | |                                     |

## 21–30.
| Kép | Házszám | Név                       | Építés ideje | Tervező                         | Megjegyzés | További képek a Wikimédia Commonson |
| --- | ------- | ------------------------- | ------------ | ------------------------------- | ---------- | ----------------------------------- |
|     | 21.     | Haggenmacher-bérház       | 1885–1886    | Schubert Ármin és Hikisch Lajos |            |                                     |
|     | 22.     | Drasche–Wartinberg-bérház | 1886–1887    | Kauser Gyula                    |            |                                     |
|     | 23.     | Stern-ház                 | 1888–1889    | Schmahl Henrik                  |            |                                     |
|     | 24.     | Stern-bérház              | 1887–1888    | Petschacher Gusztáv             |            |                                     |
|     | 25.     | Politzer-ház              | 1886–1887    | Schmahl Henrik                  |            |                                     |
|     | 26.     | bérház                    | 1929         | Szirmai József                  |            |                                     |
|     | 27.     | Schöja-bérház             | 1887–1888    | Alpár Ignác                     |            |                                     |
|     | 28.     | Löwy-ház                  | 1898         | Augenfeld Alajos                |            |                                     |
|     | 29.     | Feledi-bérház             | 1891         | Sziklai Zsigmond                |            |                                     |
|     | 30.     | Freiberger-ház            | 1890–1891    | Örömy József                    |            |                                     |

## 31–40.
| Kép | Házszám | Név             | Építés ideje      | Tervező            | Megjegyzés | További képek a Wikimédia Commonson |
| --- | ------- | --------------- | ----------------- | ------------------ | ---------- | ----------------------------------- |
|     | 31.     | Stróbl-bérház   | 1886–1887         | Hauszmann Alajos   |            |                                     |
|     | 32.     | Politzer-bérház | 1886–1887         | Schmahl Henrik     |            |                                     |
|     | 33.     | Löwy-bérház     | 1893–1894         | Illés Gyula        |            |                                     |
|     | 34.     | Maerle-bérház   | 1886              | tervező nem ismert |            |                                     |
|     | 35.     | Feledi-ház      | 1890–1892         | Sziklai Zsigmond   |            |                                     |
|     | 36.     | Stern-bérház    | 1887–1888         | Quittner Zsigmond  |            |                                     |
|     | 37.     | Szontag-bérház  | 1896              | Novák Ferenc       |            |                                     |
|     | 38.     | bérház          | 1895 k. vagy 1900 | tervező nem ismert |            |                                     |
|     | 39.     | Spitz-bérház    | 1888–1890         | Novák Ferenc       |            |                                     |
|     | 40.     | Reiner-bérház   | 1889–1891         | Illés Gyula        |            |                                     |

## 41–50.
| Kép | Házszám | Név                                         | Építés ideje            | Tervező                          | Megjegyzés | További képek a Wikimédia Commonson |
| --- | ------- | ------------------------------------------- | ----------------------- | -------------------------------- | ---------- | ----------------------------------- |
|     | 41.     | Károlyi-bérház                              | 1891–1892               | tervező nem ismert               |            |                                     |
|     | 42-44.  | Generali-Providencia Biztosító Rt. irodaház | építés ideje nem ismert | tervező nem ismert               |            |                                     |
|     | 43.     | Ráth-bérház (ma: Radisson Blu Béke Hotel)   | 1906 vagy 1913          | Málnai Béla                      |            |                                     |
|     | 45.     | Misner-bérház                               | 1887–1888               | Schmahl Henrik                   |            |                                     |
|     | 46.     | Grönhut-bérház                              | 1885–1886               | Jahn József                      |            |                                     |
|     | 47.     | Politzer-bérház                             | 1887–1888               | Schmahl Henrik                   |            |                                     |
|     | 48.     | Nay-Strausz-bérház                          | 1895–1898               | Nay Rezső Rudolf és Strausz Ödön |            |                                     |
|     | 49.     | Luczenbacher-bérház                         | 1886–1887               | tervező nem ismert               |            |                                     |
|     | 50.     | bérház                                      | 1888                    | Feszty Adolf                     |            |                                     |

## 51–60.
| Kép | Házszám | Név                                                                             | Építés ideje | Tervező                             | Megjegyzés                                                      | További képek a Wikimédia Commonson |
| --- | ------- | ------------------------------------------------------------------------------- | ------------ | ----------------------------------- | --------------------------------------------------------------- | ----------------------------------- |
|     | 51.     | Budapest Nyugati Pályaudvar Magyar Királyi Pósta és Távirda (ma: Nyugati-posta) | 1910         | Goszleth Béla                       |                                                                 |                                     |
|     | 52.     | bérház                                                                          | 1889–1890    | Feszty Adolf                        |                                                                 |                                     |
|     | 53.     | modern irodaház                                                                 | 2009         | Finta és Társai Építész Stúdió Kft. | A Nagykörút legfiatalabb épülete.                               |                                     |
|     | 54.     | bérház                                                                          | 1887–1888    | tervező nem ismert                  |                                                                 |                                     |
|     | 55.     | McDonald's étterem                                                              | 1875–1877    | August de Serres (?)                | Korábban a Nyugati pályaudvarhoz tartozott vasúti vendéglőként. |                                     |
|     | 55-57.  | Nyugati pályaudvar                                                              | 1875–1877    | August de Serres, Theophil Seyry    |                                                                 |                                     |
|     | 56-62.  | a Szabad Osztrák-Magyar Vasúttársaság bérháza                                   | 1886–1887    | August de Serres                    | 1926-ban hozzáépítette az épülethez Bauer Emil a Metro mozit.   |                                     |

## Elpusztult épületek
- 42-44. helyén egy 1892-es bérház állt, amelyet később elbontottak. Helyére épült: Generali-Providencia Biztosító Rt. irodaház[55]

## Egyéb irodalom, hivatkozások
- Déry Attila: Terézváros–Erzsébetváros. VI–VII. kerület. TERC Kft., Budapest, 2006. ISBN 9789639535374 (Budapest építészeti topográfiája III.)
- Nagykörút Portálprogram